# Esperimento di Millikan
L'esperimento di Millikan per antonomasia è l'esperimento della goccia d'olio, il cui obiettivo, cioè misurare la carica elettrica dell'elettrone, fu raggiunto nel 1909. Il valore ricavato da Robert Millikan fu 4,774(5) x 10−10 statcoulomb, equivalenti a 1,5924(17) x 10−19 coulomb, minore dello 0,6% circa rispetto a quello oggi comunemente accettato, pari a 1,602176634 x 10−19 coulomb. L'analisi a posteriori da parte di diversi illustri fisici, fra cui Richard Feynman, ha dimostrato che il risultato ottenuto è viziato da diversi errori di tipo concettuale: ad esempio viscosità dell'aria errata e sistematici: come la selezione di valori ritenuti "attendibili" e l'esclusione di altri, ritenuti non attendibili. Questi errori fanno sì che se pure il valore ottenuto abbia un errore molto piccolo rispetto al valore noto oggi,  l'errore standard, cioè la deviazione standard di Millikan sia ben 6 volte superiore, quindi significativo.. Quanto sopra tuttavia non inficia il risultato finale in quanto il valor medio delle rilevazioni è il miglior estimatore del valor vero. Considerando gli strumenti a disposizione di Millikan piuttosto che quelli a disposizione di Feynman è prevedibile una deviazione standard superiore per il primo, ma essendo le evidenze sperimentali distribuite secondo una curva normale ne risulta che la campagna di Millikan fosse accurata.

## Apparato sperimentale e metodo di misura

Diagramma dell'apparato sperimentale

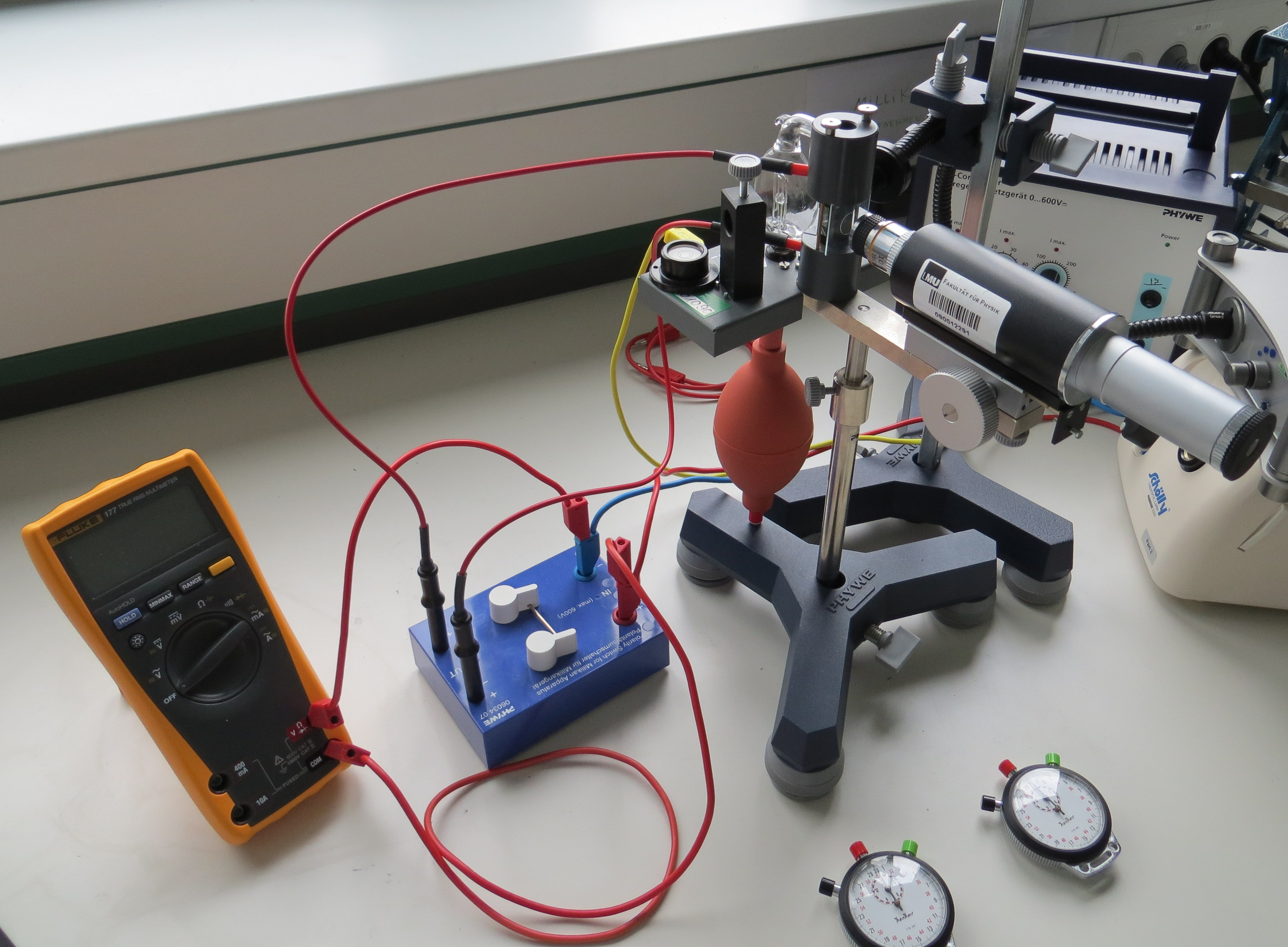
Apparato sperimentale

Il diagramma mostra una versione semplificata dell'apparato sperimentale della misura originaria di Millikan. Tramite un condensatore a facce piane e parallele si genera un campo elettrico costante e uniforme la cui intensità può essere variata tramite un generatore di tensione.
Delle goccioline d'olio vengono nebulizzate con uno spruzzatore in una cella al di sopra del condensatore e da lì cadono per gravità nella regione dove è presente il campo elettrico. Durante questo procedimento alcune delle goccioline d'olio si elettrizzano per strofinio, in genere negativamente, contro l'ugello dello spruzzatore e quindi diventano elettricamente cariche. Durante la loro caduta, in assenza di campo elettrico, queste sperimentano un attrito con l'aria e quindi raggiungono rapidamente una velocità di regime {\displaystyle v_{1}} (costante) che dipende dal loro raggio {\displaystyle r} e dalla loro densità {\displaystyle \rho } tramite la relazione:
{\displaystyle v_{1}={\frac {2\cdot g\cdot r^{2}\cdot (\rho -\rho _{aria})}{9\cdot \eta }}}
dove {\displaystyle \rho _{aria}} e {\displaystyle \eta } sono, rispettivamente, la densità e la viscosità dell'aria e {\displaystyle g} è l'accelerazione gravitazionale.
Questa velocità viene misurata osservando direttamente le goccioline d'olio, opportunamente illuminate, tramite un microscopio.
Applicando un campo elettrico uniforme nel verso corretto, le goccioline ionizzate vengono sospinte verso l'alto e raggiungono una nuova velocità di regime (data dall'equilibrio fra la forza di gravità, la forza di Coulomb, e la forza d'attrito viscoso) che può essere misurata nello stesso modo.
Questa velocità dipende da molti parametri fra cui:
- il campo elettrico applicato (noto perché regolabile dall'esterno);
- la densità dell'olio e dell'aria (che possono essere misurate indipendentemente);
- la viscosità dell'aria (anch'essa misurabile indipendentemente);
- le dimensioni delle singole goccioline che possono essere ricavate dalla prima misura di velocità.

L'unica variabile ignota è la carica trasportata da ciascuna goccia d'olio che quindi può essere ricavata dalla misura della velocità di regime in presenza di campo elettrico. Ripetendo molte volte l'esperimento si ottiene che tutti i valori ottenuti sono multipli interi di una carica elettrica pari a −1,6×10−19 C che viene quindi assunta essere una carica elementare ovvero la carica del singolo elettrone.

## Dettaglio di calcolo

Diagramma delle forze agenti su una goccia d'olio nell'esperimento di Millikan

In assenza di campo elettrico si ha che la goccia in caduta libera raggiunge una velocità limite {\displaystyle v_{L}}. Dopo uno stato transitorio iniziale, la forza d'attrito viscoso viene bilanciata dalla forza peso. La velocità limite è misurabile sperimentalmente. La forza di attrito viscoso agente sulla goccia è data dalla legge di Stokes:
{\displaystyle F_{R}=6\pi \cdot r\cdot \eta \cdot v_{L}}
dove {\displaystyle \eta } è la viscosità dell'aria, e {\displaystyle r} è il raggio della goccia.
Tale forza viene bilanciata dalla forza peso {\displaystyle F_{G}} (trascurando la spinta di Archimede dell'aria):
{\displaystyle F_{G}={\frac {4}{3}}\pi \cdot r^{3}\cdot g\cdot \rho }
dove {\displaystyle \rho } è la densità dell'olio.
Dalla eguaglianza delle due forze, essendo il moto rettilineo uniforme, segue che:
{\displaystyle r^{2}={\frac {9\cdot \eta \cdot v_{L}}{2\cdot g\cdot \rho }}}
quindi {\displaystyle r} viene misurato indirettamente.
Se, a questo punto, viene applicata una differenza di potenziale nota {\displaystyle V} tra le armature del condensatore a facce piane e parallele si genera un campo elettrico costante e uniforme:
{\displaystyle E={\frac {V}{d}}}
dove {\displaystyle d} è la distanza tra le armature.
Tale campo elettrico esercita sulla goccia, se carica con una carica {\displaystyle q}, una forza pari a:
{\displaystyle F_{E}=q\cdot E}
Variando quindi {\displaystyle V} siamo in grado di bloccare la caduta della goccia. In tale condizione è {\displaystyle F_{G}=F_{E}}, e di conseguenza:
{\displaystyle q\cdot {\frac {V}{d}}={\frac {4}{3}}\pi \cdot r^{3}\cdot g\cdot \rho }
In cui il raggio è stato precedentemente calcolato come
{\displaystyle r=3{\sqrt {\frac {\eta \cdot v_{L}}{2g\cdot \rho }}}}
quindi, sostituendo, otteniamo il valore della carica {\displaystyle q}:
{\displaystyle q={\frac {18\pi d}{V}}{\sqrt {\frac {\eta ^{3}v_{L}^{3}}{2\rho g}}}}
In cui le quantità al secondo membro sono note. Un procedimento più semplice è applicare una tensione nota e misurare la nuova velocità di salita {\displaystyle v_{s}}. Quindi:
{\displaystyle q\cdot {\frac {V}{d}}-F_{G}=6\pi \cdot r\cdot \eta \cdot v_{s}}
da cui:
{\displaystyle q={\frac {d}{V}}\cdot 6\pi \cdot r\cdot \eta \cdot (v_{s}+v_{L})}